# Ronde van Spanje 2010/Zevende etappe
De zevende etappe van de Ronde van Spanje 2010 werd verreden op vrijdag 3 september 2010. Het was een vlakke rit van Murcia naar Orihuela over een afstand van 170 km.

## Verslag
Vier vluchters namen al vroeg in de etappe de benen: de Deen Martin Pedersen, de Duitser Dominik Roels, de Argentijn Jorge Martín Montenegro en de Rus Vladimir Isajtsjev. Ze konden echter een massaspurt niet ontwijken. De Italiaan Alessandro Petacchi, winnaar van de groene trui in de Ronde van Frankrijk 2010 won zijn 20e etappe in de Vuelta ooit. De Brit Mark Cavendish werd tweede, de Argentijn Juan José Haedo derde.

## Uitslagen
| Plaats  | Naam                | Ploeg                   | Tijd     |
| ------- | ------------------- | ----------------------- | -------- |
| Winnaar | Alessandro Petacchi | Lampre-Farnese Vini     | 4u36'12" |
| 2       | Mark Cavendish      | Team HTC-Columbia       | z.t.     |
| 3       | Juan José Haedo     | Team Saxo Bank          | z.t.     |
| 4       | Andreas Stauff      | Quick-Step              | z.t.     |
| 5       | Tyler Farrar        | Team Garmin-Transitions | z.t.     |
| 6       | Denis Galimzjanov   | Katjoesja               | z.t.     |
| 7       | Robert Förster      | Team Milram             | z.t.     |
| 8       | Sébastien Hinault   | AG2R                    | z.t.     |
| 9       | Daniele Bennati     | Liquigas                | z.t.     |
| 10      | Wouter Weylandt     | Quick-Step              | z.t.     |
|         |                     |                         |          |
| 17      | Theo Bos            | Cervélo                 | z.t.     |

| Plaats    | Naam               | Ploeg              | Tijd      |
| --------- | ------------------ | ------------------ | --------- |
| Rode trui | Philippe Gilbert   | Omega Pharma-Lotto | 27u04'38" |
| 2         | Igor Antón         | Euskaltel-Euskadi  | + 0'10"   |
| 3         | Joaquim Rodríguez  | Katjoesja          | z.t.      |
| 4         | Vincenzo Nibali    | Liquigas           | + 0'12"   |
| 5         | Peter Velits       | Team HTC-Columbia  | + 0'16"   |
| 6         | Tejay van Garderen | Team HTC-Columbia  | + 0'29"   |
| 7         | Xavier Tondó       | Cervélo            | + 0'49"   |
| 8         | Fränk Schleck      | Team Saxo Bank     | + 0'50"   |
| 9         | Rubén Plaza        | Caisse d'Epargne   | + 0'54"   |
| 10        | Ezequiel Mosquera  | Xacobeo-Galicia    | + 0'55"   |
|           |                    |                    |           |
| 35        | Laurens ten Dam    | Rabobank           | 4'17"     |

## Nevenklassementen
| Plaats      | Naam                | Ploeg                   | Punten |
| ----------- | ------------------- | ----------------------- | ------ |
| Groene trui | Mark Cavendish      | Team HTC-Columbia       | 56     |
| 2           | Tyler Farrar        | Team Garmin-Transitions | 53     |
| 3           | Alessandro Petacchi | Lampre-Farnese Vini     | 51     |
|             |                     |                         |        |
| 4           | Philippe Gilbert    | Omega Pharma-Lotto      | 50     |
| 34          | Theo Bos            | Cervélo                 | 7      |

| Plaats                | Naam             | Ploeg              | Punten |
| --------------------- | ---------------- | ------------------ | ------ |
| Bolletjestrui (blauw) | Serafín Martínez | Xacobeo-Galicia    | 13     |
| 2                     | Dario Cataldo    | Quick-Step         | 8      |
| 3                     | David Moncoutié  | Cofidis            | 6      |
|                       |                  |                    |        |
| 6                     | Niki Terpstra    | Team Milram        | 5      |
| 11                    | Philippe Gilbert | Omega Pharma-Lotto | 3      |

| Plaats     | Naam             | Ploeg              | Punten |
| ---------- | ---------------- | ------------------ | ------ |
| Witte trui | Philippe Gilbert | Omega Pharma-Lotto | 16     |
| 2          | Vincenzo Nibali  | Liquigas           | 28     |
| 3          | Xavier Tondó     | Cervélo            | 54     |

| Plaats | Ploeg              | Tijd      |
| ------ | ------------------ | --------- |
|        | Caisse d'Epargne   | 81u11'48" |
| 2      | Katjoesja          | + 1'05"   |
| 3      | Omega Pharma-Lotto | + 1'18"   |

## Opgaves
- Juan Antonio Flecha (Team Sky) - Ziek

1e etappe ·
2e etappe ·
3e etappe ·
4e etappe ·
5e etappe ·
6e etappe ·
7e etappe ·
8e etappe ·
9e etappe ·
10e etappe ·
11e etappe ·
12e etappe ·
13e etappe ·
14e etappe ·
15e etappe ·
16e etappe ·
17e etappe ·
18e etappe ·
19e etappe ·
20e etappe ·
21e etappe
Startlijst · Eindstanden · Afbeeldingen